# پارک جی ایل
پارک جی ایل (کره‌ای: 박지일؛ زادهٔ سپتامبر ۱۹۶۰) بازیگر اهل کره جنوبی است. او به خاطر ایفای نقش مکمل در فیلم‌ها و مجوعه‌های تلویزیونی شناخته می‌شود. او بیشتر به خاطر ایفای نقش در مدیر خوب (۲۰۱۶)، شورشی: دزدی که از مردم می‌دزدد (۲۰۱۷) و کشتی بیمارستانی (۲۰۱۷) شناخته می‌شود.